# Demarkacijska crta u NDH
Demarkacijska crta u NDH bila je vojnička demarkacijska crta kojom su Treći Reich i Italija podijelile NDH na interesne zone.

## Zemljopisni položaj
Pružala se sredinom NDH. Tekla je od stare granice sa Slovenijom (tada s Trećim Reichom), južno od Save, od Samobora, Jastrebarskoga, Pisarovine preko Petrinje, istočno od Gline, kod Dvora, južno od Prijedora, sjeverno od Sanskog Mosta, sjeveroistočno od Ključa, zapadno od Jajca, južno od Bugojna, Travnika, Zenice i Fojnice, sjeverno od Konjica i Neretve, južno od Sarajeva pa skretala sjeverno prema Drini sjeverozapadno od Foče, južno od Goražda i Višegrada do Čajniča, na granicu s talijanskim protektoratom Kraljevinom Crnom Gorom.
Crta nije bila stalna nego je od prvotne inačice doživjela revidiranja.
Odlučeno je da dok traje njemačka okupacija Srbije, da će Njemačka držati i dio Hrvatske pod okupacijom. Taj se dio poruža od sjeverozapada prema jugoistoku. Okupacija odnosno zaposjednuće je radi osiguranja željezničkih sveza ka Srbiji. Osnovica joj je bila crta dosega Druge njemačke i Druge talijanske armije. Demerkacijska crta bila je predviđena stupiti u dvjema fazama. Odlučeno je bilo da će biti sprovedena 8. svibnja 1941. godine. Demarkacijska crta prolazila je kroz NDH i nastavljala se dalje ka istoku. Išla je pravcem: Samobor (nje.) - Petrinja (nje.) - cesta Petrinja - Glina - Bosanski Novi - Prijedor - Banja Luka - Jajce - Donji Vakuf - Travnik - Visoko - Sarajevo (naselja pod nje.) - željeznička pruga Sarajevo - Prača - Ustiprača - Rudo (mjesta na pruzi nje.) - cesta Rudo - Priboj (mjesta nje.) - cesta Nova Varoš - Sjenica - Novi Pazar (mjesta nje.). - Mitrovica (nje.) - željeznička pruga Mitrovica - Priština - Uroševac (mjesta nje.). Njemačkoj je bilo osigurati rudnike kroma i olova na Ljubotenu u Makedoniji i ležišta olova u Mitrovici, a i da se izađe ususret Mussolinijevim željama u svezi s albansko - makedonskom granicom.
 Trasa je kroz NDH poslije pomaknuta sjeerozapadnije.

## Određivanje
Određena je na njemačko-talijanskim razgovorima u Beču od 20. do 22. travnja 1941. godine. Talijanske i njemačke postrojbe stalno su bile nazočne u NDH i zbog te zadržanosti i operacija došlo je pitanje potrebe uređenja odnosa okupacijskih snaga, kako među njima, tako i prema NDH na čijoj su zemlju bile. Stoga su ministri Trećeg Reicha von Ribbentrop i Ciano u Beču dogovarali rješenje. Nisu se nikako mogli usuglasiti o podjeli Hrvatske u okupacijske svrhe, jer su talijanski zahtjevi bili veliki: tražili su prevlast u čitavoj NDH. Stoga su dogovorili privremeno rješenje gdje je za početak dogovorena demarkacijska crta talijanske i njemačke okupacijske zone. Njen je tijek odredio Adolf Hitler. Konačnoj trasi prilog su dali i vojni, vanjskopolitički i ekonomski forumi, jer je zacrtavanje podrazumijevalo povlačenje i prebacivanje postrojba, sređivanje veza između vojnih zapovjedništava, uređenje željezničkog i cestovnog prometa, pitanje vitalno važnog rudnog bogatstva. Ministarski dogovor dakle je bio samo dovršenje prijašnjih odluka Hitlera i vojske. Regulirali su sporne točke poput kontrole proizvodnih bogatstava. Postavljanje posadnih postrojba i poslije okupacijskih postrojba sa strane Njemačke i Italije dovela je kasnije do velikog suparništva te dvije države, što je vrlo omelo vojna djelovanja protiv oružanog otpora u NDH.
Prva je demarkacijska crta određena 1. svibnja 1941. godine. Konačna je određena poslije.
Ova crta ne predstavljala formalno razgraničenje teritorija, jer je vojno-pothvatnog, a ne državnopravnog značenja. Premda su se njemačke i talijanske postrojbe često ponašale kao okupatori i što je suverenitet NDH bio ograničen, one na području NDH temeljem međudržavnih ugovora službeno nisu bile u svojstvu okupacijskih (Besetzungs-), nego posadnih (Besatzungs-) snaga. Od Rimskih ugovora, talijanske snage više nisu bile u svojstvu okupacijskih snaga. Naknadnim odlukama Kraljevina Italija okupirala je područje Druge i Treće zone. Istočni Srijem sa Zemunom bio je područje pod njemačkom okupacijom, t.zv. Okupacijsko područje Istočnog Srijema.
U optjecaju je bio i plan Seppa Janka o formiranju Reichsfestung Belgrad, njemačkog autonomnog područja oko Beograda. Taj bi prostor bio "tvrđava Reicha". Zbog toga je bilo i nesloge vodstva Njemačke narodne skupine i lokalnog vodstva u istočnom Srijemu. Hitler je i napustio misao osnivanja njemačke države u Vojvodini te je dio tog područja prepustio NDH. Banat je Njemačka zaposjela zbog brojnih tamošnjih Volksdeutschera ali i zbog rivalstva Mađarske i Rumunjske, jer su obje htjele Banat.

## Njemačka interesna zona
Prostirala se sjeverno od demarkacijske crte sve do Drave.

## Talijanska interesna zona
Talijanska interesna zona dijelila se na tri zone. Jednim od Rimskih ugovora, Ugovorom o određivanju granica, određeno je koje je djelove Hrvatske Italija sebi izravno pripojila. To su djelovi Dalmacije i Gorskoga kotara (status Splita i Korčule Italija je izbjegavala regulirati, kao da se radi o sastavnim dijelovima Kraljevine Italije).
Nakon tih ugovora talijanske postrojbe u NDH nisu službeno nosile atribut okupacijskih, nego su postale posadnim snagama. Preostali dio do demarkacijske crte bio je podijeljen u dvije zone. Druga zona bio je obalni pojas NDH sa zaleđem i nazivao se još razvojačenim područjem. NDH je u tom području ponovno preuzela vlast svibnja 1941. godine. 
NDH je bila desuverenizirana i u Trećoj zoni, jer ondje nije smjela imati fortifikacije.
Početkom lipnja 1941. izbio je četnički ustanak u istočnoj Hercegovini a krajem lipnja 1941. ustanak srpskih četnika i partizana u jugozapadnoj Bosni i sjevernoj Dalmaciji, uz otvorenu potporu talijanske vojske (zbog talijanskog plana da destabilizacijom hrvatske vlasti južno od te crte talijanske vojne i civilne vlasti preuzmu svu političku vlast na tome području preuzmu, čime bi Italija neometano iskorištavala prirodna bogatstava tih hrvatskih područja, neovisno o hrvatskim vlastima, koje su morale izbjegavati svaku gospodarsku konkurenciju Italiji, a vremenom bi Italija tim planom potpuno eliminirala njemačku konkurenciju) Snage NDH i divlji ustaše oštro i nasilno su reagirale prema pobunjenicima koji su imali i genocidne namjere, što je Italija jedva dočekala. Italija je to širenje nemira uzela za izliku da kolovoza 1941. navede NDH na ograničenu reokupaciju razvojačenog pojasa (tzv. druge zone). Apetiti im nisu stali na tome, nego su 7. rujna 1941. uvele izvanredni vojnički režim u obalnom pojasu od Ogulina do Mostara, preuzevši time i vojnu i građansku vlast, što je kod Hrvata izazvalo veće ogorčenje od Rimskih ugovora. Uz to je Italija nastavila sklapati sporazume s četničkim skupinama, čime je pokazivala nakanu okupirati i treću zonu, t.j. područje između obalnog pojasa i demarkacijske crte. 
Tako je ostalo sve do kapitulacije Italije i Ustaška vojnica južno od demarkacijske crte stalno je bila ograničena voljom talijanskog saveznika.
Italija je u operaciji Trio pod izlikom zajedničkog djelovanja protiv ustanika, htjela prijeći demarkacijsku crtu, zaposjesti Sarajevo i istočnu Bosnu, čime bi vodstvo NDH izgubilo svaki oblik samostalnosti; no snage NDH uspostavile su nadzor nad istočnom granicom i spriječile talijanski prodor.
Sredinom ljeta 1943., uoči pada Italije Treći Reich je okupirao istočnu Hercegovinu.